# 駒山村
駒山村（こまやまむら）は、千葉県君津郡（天羽郡）にかつて存在した村である。現在の富津市の南部に位置している。
志駒村、山中村、岩本村の合成地名のため、現在の地名としては存在しない。

## 沿革
- 1889年（明治22年）4月1日 - 町村制施行により、山中村、志駒村、岩本村が合併し、天羽郡駒山村が発足。
- 1897年（明治30年）4月1日 - 天羽郡が統合されて君津郡となる。
- 1937年（昭和12年）4月1日 - 環村に編入。同日駒山村廃止。
- 1955年（昭和30年）4月25日 - 環村が関豊村と合併して峰上村を新設。
- 1963年（昭和38年）10月1日 - 峰上村が天羽町と合併し、改めて天羽町を新設。
- 1971年（昭和46年）
  - 4月25日 - 天羽町が富津町、大佐和町と合併し、改めて富津町となる。
  - 9月1日 - 富津町が市制施行し、富津市となる。

## 交通

### 道路
- 長狭街道